# Mirko Čeh
Mirko Čeh, slovenski inženir kemije, * 26. junij 1923, Domanjševci, † februar 2013.
Po kapitulaciji Italije se je 1943 vrnil iz internacije in se pridružil narodnoosvobodilni borbi. Iz kemije je 1950 diplomiral na  ljubljanski univerzi in prav tam 1959 postal doktor kemijskih znanosti. Od 1961 je bil na mariborski Višji tehniški šoli predavatelj in nato redni profesor za organsko kemijo. Raziskoval je fizikalno-kemične sestavine škroba in objavil več publikacij ter člankov. Postal je zaslužni član Zveze kemikov in tehnologov Jugoslavije in Zveze inženirjev in tehnikov Jugoslavije. Kot posebno priznanje za izredne uspehe je Univerza v Mariboru leta 1984 upokojenemu rednemu profesorju Mirku Čehu podelila naslov zaslužni profesor.